# Pícea de Sitka
La pícea de Sitka (Picea sitchensis) és una espècie de conífera de la família Pinaceae. L'epítet específic sitchensis és la llatinització d'una localitat d'Alaska anomenada Sitka. És originari de la costa del Pacífic nord-americana, des del límit nord a l'illa Kodiak fins al límit sud a la part nord de Califòrnia. Està estretament associat al bosc temperat humit.

## Característiques
És un gran arbre de fulla persistent que pot arribar a fer de 50 a 70 m d'alt i excepcionalment 95 m. El diàmetre del seu tronc fa 5 a 7 m. És l'espècie de Pícea més gran i la tercera de totes les coníferes després de la sequoia gegant i l'avet de Douglas. Les pinyes són pèndules, primes i cilíndriques de 5 a 11 cm de llarg i 2 cm d'ample.
La pícea de Sitka té gran importància forestal per a la producció de fusta i paper. Se'n fan també instruments musicals com piano, arpa, violí, i guitarra també s'utilitza en construcció naval i maquetes. Fora del seu àmbit s'ha plantat amb èxit sobretot en països plujosos com Gran Bretanya i Irlanda. A Noruega es planta prop de la costa i creix millor que la pícea noruega.